# Stalachtis
Stalachtis är ett släkte av fjärilar. Stalachtis ingår i familjen juvelvingar.

## Bildgalleri

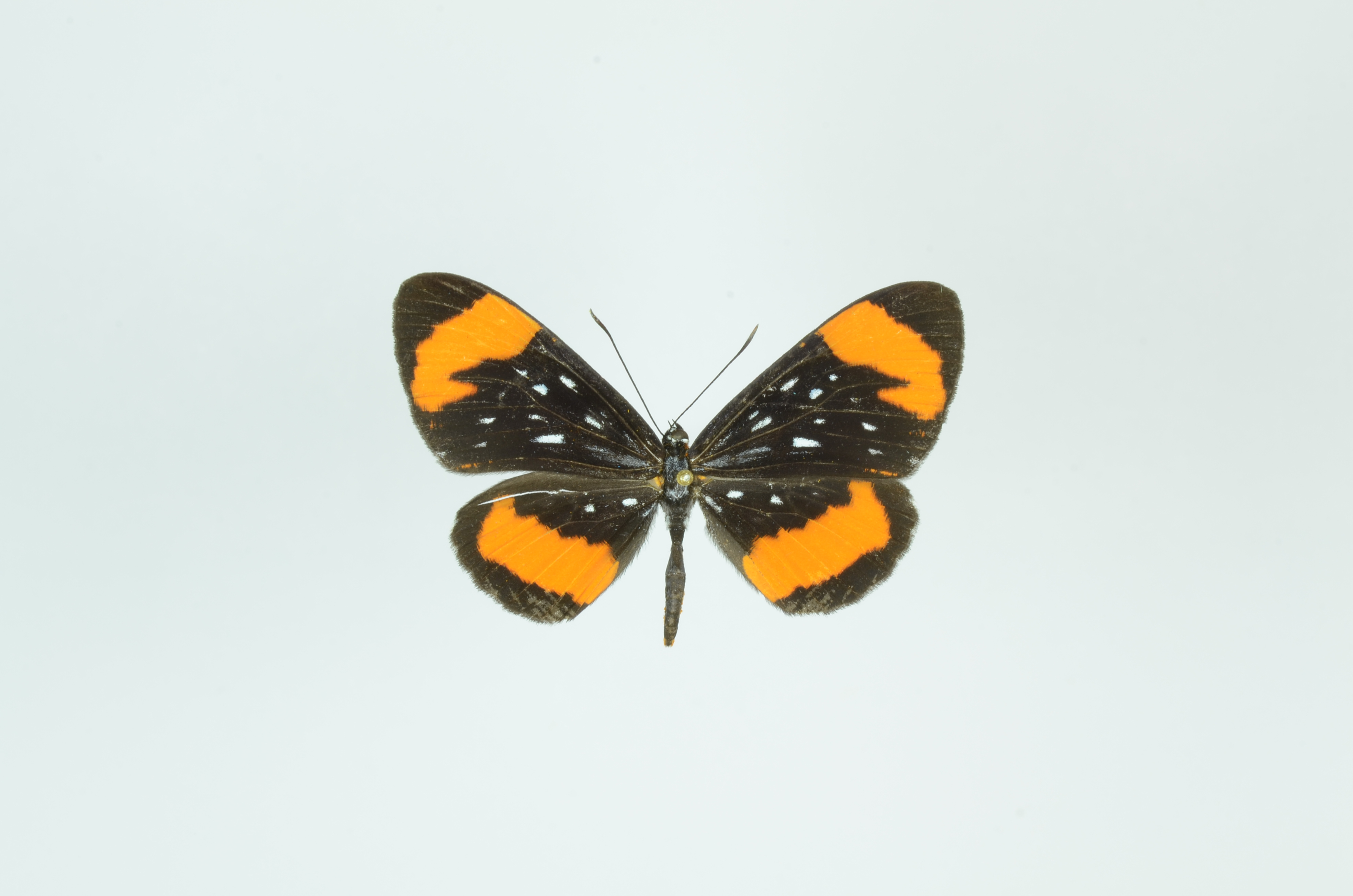

## Dottertaxa tillStalachtis, i alfabetisk ordning[1]
- Stalachtis adelpha
- Stalachtis albulus
- Stalachtis bicolor
- Stalachtis boyi
- Stalachtis calliope
- Stalachtis cleove
- Stalachtis coronis
- Stalachtis crenice
- Stalachtis crocota
- Stalachtis duvalii
- Stalachtis egaënsis
- Stalachtis eugenia
- Stalachtis euterpe
- Stalachtis evelina
- Stalachtis exul
- Stalachtis funereus
- Stalachtis irion
- Stalachtis latefasciata
- Stalachtis lineata
- Stalachtis magdalenae
- Stalachtis margarita
- Stalachtis melini
- Stalachtis meriana
- Stalachtis neomeris
- Stalachtis nocticoelana
- Stalachtis phaedusa
- Stalachtis phaloe
- Stalachtis phlegetonia
- Stalachtis phlegia
- Stalachtis phyllodoce
- Stalachtis picturata
- Stalachtis pygmaea
- Stalachtis susanna
- Stalachtis terpsichore
- Stalachtis trailii
- Stalachtis trangeri
- Stalachtis venezolana
- Stalachtis vidua
- Stalachtis voltumna
- Stalachtis zephyritis